# Vanessa Hudgens
Vanessa Anne Hudgens (født 14. december 1988) er en amerikansk sanger og skuespiller.
Hun er bl.a. kendt for sin optræden i Disneys tv-film High School Musical og som Corrie i Zack og Codys Søde Hotelliv.
Hun udgav i 2006 albummet V.
I 2007 fik Vanessa Anne Hudgens internationalt opmærksomhed, da nogle nøgenbilleder af den unge skuespiller slap ud på nettet. Hun undskyldte sagen og forklarede, at billederne var taget til privat brug. Men i august 2009 slap endnu et antal nøgenbilleder ud på nettet, hvilket fik mange til at spørge, om det var et planlagt publicity-nummer.

## Biografi

### Tidlige liv
Vanessa blev født i Salinas, Californien, USA. Hun har kun en lillesøster, Stella Hudgens, som også er skuespiller og model. Vanessa blev undervist privat efter hun var færdig med syvende klasse hos Orange County High School of Arts. Hendes forældre er Greg Hudgens og Gina Guangco. Vanessa er fra hendes fars side irsk og amerikansk. Og hun er fra sin mors side spanier, filippiner og kinesisk.
Som 8-årig begyndte Vanessa Hudgens at være med i musicals som en sanger og var med i en række af teaterstykker. Vanessa gik til prøve om at være med i en reklamefilm, som hun fik, og derfor blev hun nødt til at flytte til L.A., USA med sin familie, som hun stadig har et tæt forhold til.

## Filmografi
| År   | Navn                             | Rolle            | Note                                                                                              |
| ---- | -------------------------------- | ---------------- | ------------------------------------------------------------------------------------------------- |
| 2002 | Still Standing                   | Tiffany          | Episode: "Still Rocking"                                                                          |
| 2002 | Robbery Homicide Division        | 10-årig Nicole   | Episode: "Had"                                                                                    |
| 2003 | Thirteen                         | Noel             |                                                                                                   |
| 2003 | The Brothers Garcia              | Lindsey          | Episode: "New Tunes"                                                                              |
| 2004 | Thunderbirds                     | Tintin           |                                                                                                   |
| 2005 | Quintuplets                      | Carmen           | Episode: "Coconut Kapow"                                                                          |
| 2006 | High School Musical              | Gabriella Montez | Disney Channel Original Movie                                                                     |
| 2006 | Zack og Codys Søde Hotelliv      | Corrie           | Episoder: "Kept Man", "Neither a Borrower Nor a Speller Bee", "Not So Suite 16", "Forever Plaid " |
| 2007 | High School Musical 2            | Gabriella Montez | Disney Channel Original Movie                                                                     |
| 2008 | High School Musical 3            | Gabriella Montez | Fik premiere i de danske biografer d. 22 oktober.                                                 |
| 2009 | Bandslam                         | Sa5m             |                                                                                                   |
| 2011 | Beastly                          | Lindy Taylor     |                                                                                                   |
| 2011 | Sucker Punch                     | Blondie          |                                                                                                   |
| 2012 | Journey 2: The Mysterious Island | Kailani          |                                                                                                   |

## Diskografi
- 2006 : V
- 2006-2007 : High School Musical: The Concert
- 2007 : High School Musical: The Concert- Extreme Access Pass
- 2008 : Identified

## Eksterne links
- Wikimedia Commons har flere filer relateret til Vanessa Hudgens
- Vanessa Hudgens på DR musik
- Vanessa Hudgens på Allmusic
- Vanessa Hudgens på Discogs
- Vanessa Hudgens på MusicBrainz
- Vanessa Hudgens på Myspace
- Vanessa Hudgens på Internet Movie Database (engelsk)
- Vanessa Hudgens på Filmdatabasen
- Vanessa Hudgens på Scope
- Vanessa Hudgens på Scope
- Vanessa Hudgens på Svensk Filmdatabas (svensk)
- Vanessa Hudgens på AlloCiné (fransk)
- Vanessa Hudgens på AllMovie (engelsk)
- Vanessa Hudgens på Turner Classic Movies (engelsk)
- Vanessa Hudgens på Rotten Tomatoes (engelsk)
- Vanessa Hudgens på TV Guide (engelsk)
- Det oprindelige, ubearbejdede fotosæt fra september 2007 Arkiveret 12. februar 2008 hos  Wayback Machine
- De nye fotos fra august 2009 Arkiveret 12. august 2009 hos  Wayback Machine